# Minerva (F 551)
Nave Minerva è stata un'unità navale della Marina Militare Italiana capoclasse della omonima classe di corvette.

## Servizio
La nave, è stata costruita dai Cantieri Navali di Riva Trigoso, varata il 25 marzo 1986 e consegnata alla Marina Militare il 10 giugno 1987 nella sede di La Spezia per essere assegnata alla base di Augusta, svolgendo prevalentemente attività di pattugliamento e di sorveglianza e difesa costiera impiegata particolarmente nel Canale di Sicilia dove ha effettuato missioni di Vigilanza Pesca (Vi.Pe.) e Controllo Flussi Migratori.
La nave ha ricevuto la Bandiera di combattimento il 22 ottobre 1988, consegnata a Venezia da parte del Gruppo ANMI di Mestre.
L'unità ha preso parte alle operazioni SHARP GUARD e SHARP FENCE per la repressione dei traffici illeciti in Adriatico nel corso delle guerre jugoslave e al controllo dell'esodo dall'Albania.
La nave era alla dipendenza organica della Squadriglia Corvette del COMFORPAT il Comando delle forze da pattugliamento per la sorveglianza e la difesa costiera, prendendo parte alle attività addestrative/formative del COMFORPAT come le sessioni di Scuola Comando Navale (S.S.C.N.), quelle per l'abilitazione alla guardia in plancia operativa (A.G.P.O.), i tirocini a favore di aeromobili ed elicotteri (Tir.Aer. e Tir.Eli) e i tirocini di manovra per gli Ufficiali (Tir.M.Uff.).
In seguito al F.O.M. n° 33 del 15 agosto 2012, dal 30 settembre 2012 l'unità è stata posta in posizione di Ridotta Tabella di Disponibilità (R.T.D.) per essere posta successivamente in disarmo dal 15 maggio 2015 in seguito all disposizione del CSMM del 13 maggio 2015 e resa disponibile per la radiazione dal Quaderno del Naviglio Militare dello Stato.
Il 25 giugno 2015 è stato siglato dal Comandante Marittimo di MariSicilia, contrammiraglio Nicola De Felice, l'atto formale di cessione alla Fincantieri dell'unità insieme all'unità gemella Sibilla. Le due unità navali hanno definitivamente lasciato a rimorchio la base navale di Augusta alla volta di Genova, dove sono state sottoposte a lavori di trasformazione e adeguamento per essere successivamente consegnate alla Guardia Costiera del Bangladesh.

## Nome
Il nome Minerva ricorda la divinità romana figlia di Giove e di Meti, considerata la divinità vergine della guerra giusta, della strategia, della saggezza, dell'ingegno, delle arti utili (architettura, ingegneria, scienza, matematica, geometria, artigianato e tessitura), nonché inventrice del telaio e del carro corrispettivo nella mitologia greca di Atena. I Romani ne celebravano la festa dal 19 al 23 marzo, i primi cinque successivi alle Idi di marzo, che prendevano il nome di Quinquatria. Il culto di Minerva era tenuto sul Campidoglio e faceva parte della Triade Capitolina, insieme a Giove e Giunone. Nella Roma attuale si può visitare la Piazza della Minerva, nei pressi del Pantheon.

## Storia
La precedente unità che aveva portato il nome Minerva era stata una corvetta della classe Gabbiano costruita nei cantieri C.R.D.A. di Monfalcone, entrata in servizio nella Regia Marina nel 1943 che al termine della seconda guerra mondiale entrò a far parte della Marina Militare Italiana dove prestò servizio fino al 1969.

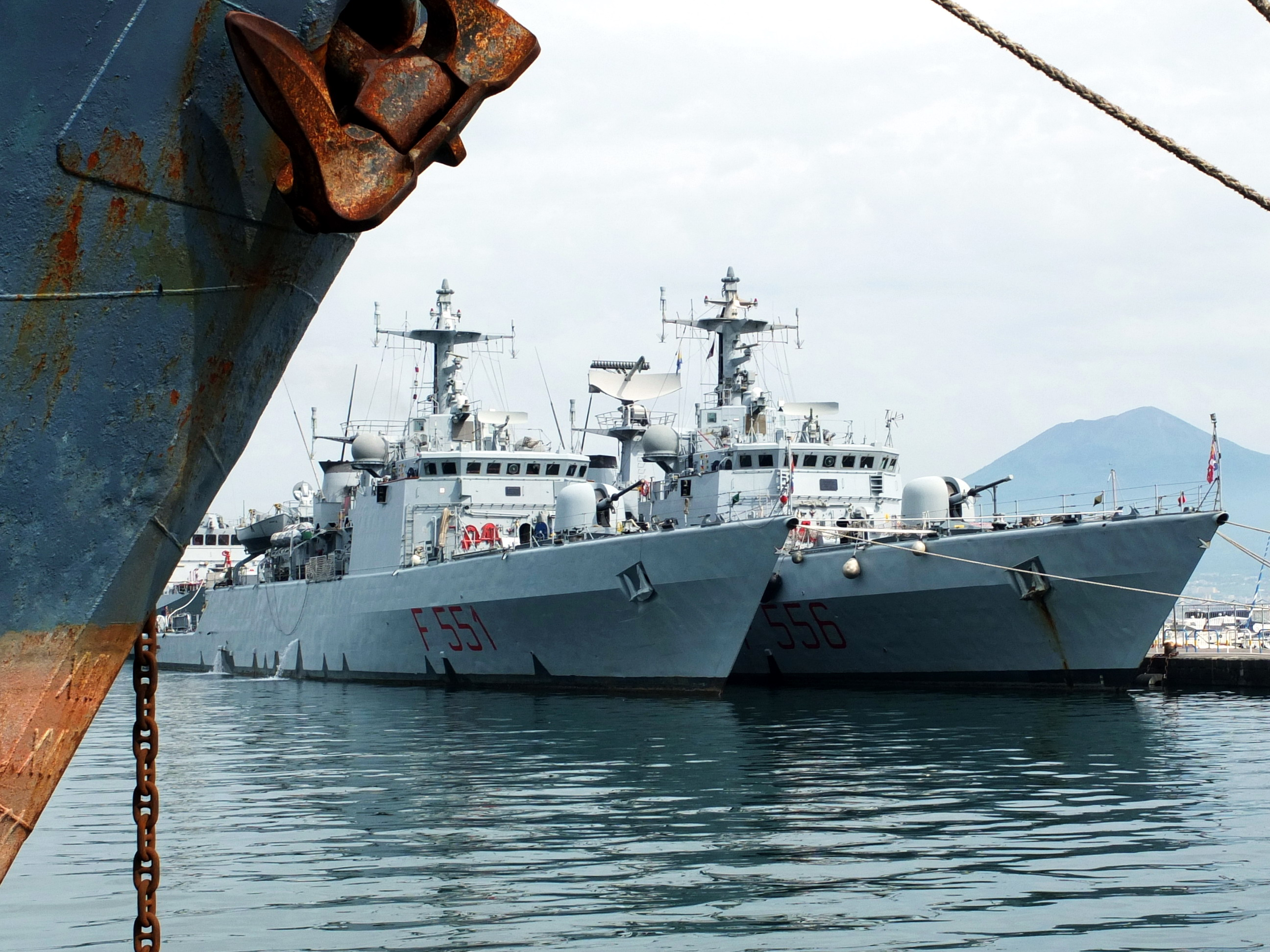
Nave Minerva ormeggiata con Nave Chimera a Castellammare di Stabia
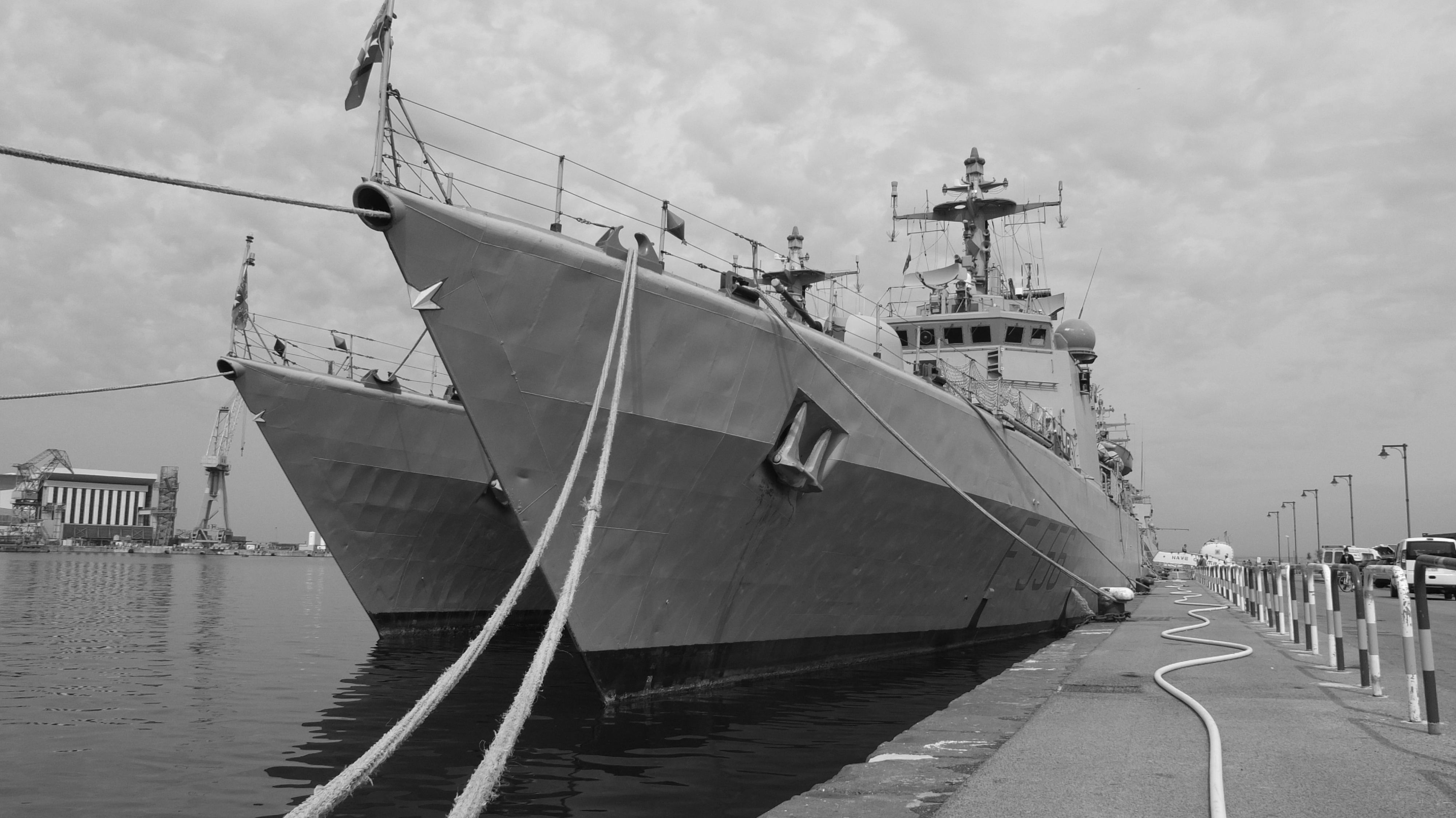
Nave Minerva ormeggiata a fianco di Nave Chimera
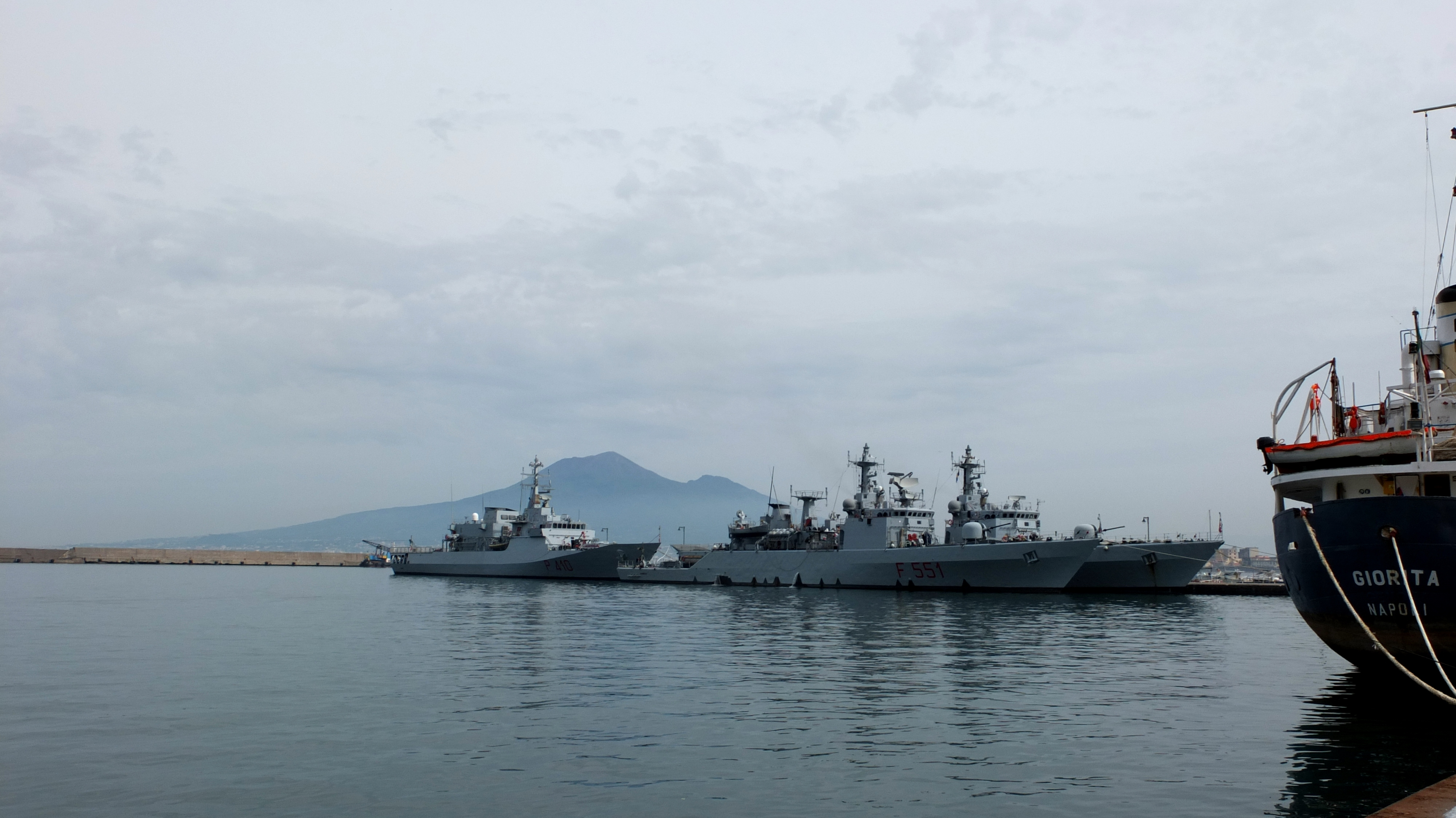
Minerva e Chimera ormeggiate con Nave Orione